# Watermolen van Ruth
De Watermolen van Ruth was een onderslag watermolen op de Astense Aa. Deze molen bevond zich nabij de buurtschap Ruth, een buurtschap in de gemeente Deurne, en werd reeds vermeld in 1326, zodat ze misschien nog ouder is. In het betreffende document werd ze als grenspunt genoemd.
De molen fungeerde als oliemolen. Reeds in 1654 was ze in verval. Ze zou worden verpacht tegen een civielen prijs onder voorwaarde dat de pachter de molen zou herstellen, maar er werd niet genoeg geboden en de molen was in 1671 reeds verdwenen.
In 1730 kreeg de koper van de hoeve Ruth het recht om de molen te heroprichten, maar dat is nimmer gebeurd.

## Externe bronnen
- Database van verdwenen molens
- BHIC